# Aeroportul Municipal Hastings
Aeroportul Municipal Hastings (IATA: HSI, ICAO: KHSI, FAA LID: HSI) este un aeroport din Comitatul Adams, Nebraska, Nebraska, Statele Unite ale Americii ce deservește zona Hastings. A fost numit după zona deservită.
Situat la o altitudine de 598 m, aeroportul dispune de 2 piste.

## Infrastructură

### Piste
Aeroportul dispune de 2 piste. Pista 04/22 are suprafața de beton și dimensiunile 4.501 picioare × 75 picioare. Pista 14/32 are suprafața de beton și dimensiunile 6.451 picioare × 100 picioare. 